# ネズミ科
ネズミ科（学名：Muridae）は、ネズミ目ネズミ上科の科のひとつ。家ネズミのハツカネズミ・クマネズミ・ドブネズミ（ペットとしてのファンシーラットを含む）、野ネズミで日本固有種のアカネズミ・ヒメネズミ、スナネズミ等が属する。総じて強い繁殖力を持ち、アジア、ヨーロッパ、アフリカ、南北アメリカ、オセアニアなど、南極大陸を除く世界中ほとんどの地域に生息する。

## ネズミ科の定義
ネズミ上科の科分類には諸説あり、科が統合された場合、模式であるネズミ科の名前が優先されるため、分類によってネズミ科の範囲が異なることになる。
1993年Wilsonらは、キヌゲネズミ科 Cricetidae をネズミ科に統合しシノニムとした。
このほか、ネズミ上科にネズミ科のみを認める分類もある。

## 亜科
（狭義のネズミ科は）5つの亜科に分かれる。約150属730種。
- トーゴキノボリマウス亜科 Leimacomyinae 1属1種
- コンゴキノボリマウス亜科 Deomyinae 4属42種
- アレチネズミ亜科 Gerbillinae 16属103種
- ネズミ亜科 Murinae 126属561種
- カローネズミ亜科 Otomyinae 3属23種 ネズミ亜科に含めることも。